# دنیلی
گروه دنیلی، (به ایتالیایی: Danieli) شرکت مهندسی و تولیدی ایتالیایی است، که در زمینه احداث کارخانجات، ساخت تجهیزات صنعتی و تولید ماشین‌آلات، تولید فولاد و محصولات فلزی فعالیت می‌نماید.
شرکت دنیلی در سال ۱۹۱۴ توسط ماریو و لوئیجی دنیلی تأسیس شد. دفتر مرکزی این شرکت، در شهر بوترو، ایتالیا قرار دارد و دارای کارخانجات صنعتی در کشورهای ایتالیا، آلمان، سوئد، برزیل، آمریکا، روسیه، چین، هند، اتریش، ویتنام، هلند،ایران و تایلند می‌باشد.